# Дряновець (Разградська область)
Дря́новець (болг. Дряновец) — село в Разградській області Болгарії. Входить до складу общини Разград.

## Населення
За даними перепису населення 2011 року у селі проживали 628 осіб.
Національний склад населення села:
| Національність   | Кількість осіб | Відсоток |
| ---------------- | -------------- | -------- |
| болгари          | 510            | 95,1%    |
| цигани           | 9              | 1,7%     |
| турки            | 0              | 0%       |
| інша             | 14             | 2,6%     |
| не визначились   | 3              | 0,6%     |
| Всього відповіли | 536            |          |

Розподіл населення за віком у 2011 році:
Динаміка населення: